# Tipometria

Elementi dei caratteri tipografici

La tipometria è l'insieme delle misure degli elementi che formano la composizione e l'impaginazione di un testo.
Nell'esempio riportato, il testo poggia idealmente su una linea di base che coincide col margine inferiore della parte mediana, che viene occupata per intero.

I tratti ascendenti e discendenti si estendono ad occupare, rispettivamente, le parti superiore ed inferiore.

Per garantire una interlinea minima, vi sono due aree libere: la spalla superiore e la spalla inferiore (che nell'immagine non sono in proporzione, ma sono raffigurate più basse del reale).
La somma delle parti ascendenti, discendenti e mediana costituiscono l'occhio tipografico (detto in un altro modo, la spalla superiore e la spalla inferiore sono i margini - superiore e inferiore - da cui parte il rilievo dell'occhio).
Per la misurazione dei caratteri in tipografia si utilizza il tipometro.

## Unità di misura
Tradizionalmente, le unità di misura per le dimensioni (di corpi e spaziature) sono espresse in frazioni di pollici e le unità più usate sono:
- Pica (pc) corrispondente ad 1/6 di pollice;
- Punto tipografico (pt) corrispondente ad 1/72 di pollice.

Queste unità di misura assolute, utilizzate nella tipografia 'classica', non sono particolarmente adatte ad essere utilizzate per specificare i caratteri da presentare su dispositivi video.

Con l'avvento delle pagine HTML e dei relativi fogli di stile, sono infatti entrate nell'uso corrente altre unità di misura più adatte per una presentazione a video:
- pixel (px) corrispondente alla dimensione di 1 pixel del dispositivo video correntemente usato;
- em corrispondente alla larghezza media del tipo di caratteri correntemente visualizzati;
- en corrispondente alla metà di un em (ma è raramente usato).

Queste unità di misura sono relative in quanto non hanno alcuna relazione assoluta con altre unità di misura per la lunghezza.

## Giustezza, spaziatura ed interlinea
La giustezza è la lunghezza di una linea di composizione; si misura in righe tipografiche o, più raramente, in centimetri.
La giustezza stabilisce la lunghezza massima delle righe tipografiche. Ciò non vuol dire che la riga di composizione debba essere lunga quanto la giustezza (questo si verifica solo nella composizione a blocchetto). Infatti essa deve avere una misura variabile in base all'allineamento del testo; in caso contrario la lettura sarebbe troppo difficoltosa poiché l'occhio del lettore si posa su un gruppo di parole. Questo fenomeno è stato definito "fissamento". Tra un fissamento e un altro l'occhio dovrebbe riposare per un quinto di secondo.
La "fatica ottica" è il seguire una linea di stampa dall'inizio alla fine, passando poi alla linea sottostante.

Il numero di fissamenti è dunque dato dalla lunghezza della linea stampata (giustezza). Da questo concetto si potrebbe dedurre che più corta è la giustezza della linea di testo, più facile ne risulti la lettura, ma non è così: la giustezza va sempre rapportata al corpo del carattere, per evitare fastidiosi "a capo" di parola.
Un buon metodo per stabilire la lunghezza della linea di composizione è calcolare, da una volta e mezzo a due volte, la lunghezza che si ottiene componendo l'alfabeto minuscolo del carattere desiderato.
La spaziatura è la distanza orizzontale fra una parola e l'altra (in questa accezione è detta anche "bianco tipografico"), mentre l'interlinea è lo spazio libero, verticale, fra le righe. Con spazieggiatura nel gergo tipografico si definisce il bilanciamento dello spazio tra le singole lettere al fine di correggerne esteticamente l'equilibrio, specialmente quando si abbinano lettere senza aste verticali adiacenti. Con la composizione digitale è venuto in uso il neologismo crenatura, dall'inglese kerning, derivato dal francese carne a sua volta dal latino cardo, cardinis.
Per motivi stilistici è possibile aumentare la spaziatura per ottenere un testo giustificato orizzontalmente, ossia che sia allineato all'inizio ed alla fine della giustezza.
Sempre per motivi stilistici, in taluni casi si richiede una giustificazione verticale in modo da occupare tutto lo spazio verticale disponibile nella pagina.